# جفری برنستاک
جفری برنستاک (به انگلیسی: Geoffrey Burnstock) (۱۰ مه ۱۹۲۹– ۲ ژوئن ۲۰۲۰) متخصص مغز و اعصاب و رئیس مرکز عصب‌شناسی در دانشکده پزشکی کالج دانشگاهی لندن بود. او بیشتر به دلیل اختراع اصطلاح سیگنال‌دهی پیوریژنیک (Purinergic signalling) شناخته شده‌است که او آن را در دهه ۱۹۷۰ کشف کرد. برنستاک در اکتبر سال ۲۰۱۷ در سن ۸۸ سالگی، بازنشسته شد.